# 王紀 (遼朝)
王紀（?—?），辽朝官员，燕京（今北京市）人，王泽的儿子，王纲的哥哥。
王紀登进士第，约在辽兴宗时为官，担任知延庆宫提辖，上京（今内蒙古自治区巴林左旗）留守推官，历任太常少卿，官至西京府（今山西省大同市）少尹。其子王安裔。